# Kōkichi Tsuburaya
Kōkichi Tsuburaya (jap. 円谷幸吉 Tsuburaya Kōkichi; ur. 13 maja 1940 w Sukagawa, zm. 9 stycznia 1968 w Asaka) – japoński lekkoatleta długodystansowiec i maratończyk, medalista olimpijski z Tokio.
Na igrzyskach olimpijskich w 1964 w Tokio startował w dwóch konkurencjach. 14 października 1964 zajął 6. miejsce w biegu na 10 000 metrów. W biegu maratońskim planował zwyciężyć, jednak pomimo znakomitego przygotowania nie był w stanie skutecznie rywalizować z obrońcą tytułu Abebe Bikilą z Etiopii. Na stadion wbiegł jako drugi, mając 25 metrów przewagi nad kolejnym zawodnikiem, Basilem Heatleyem z Wielkiej Brytanii. Był jednak tak zmęczony, że na oczach japońskiej widowni dał się prześcignąć Heatleyowi i zajął ostatecznie 3. miejsce, o 3,5 sekundy za Brytyjczykiem.
Mimo zdobytego medalu olimpijskiego uznał, że swym zachowaniem zawiódł oczekiwania Japończyków. Odmówił awansu na stopień porucznika Japońskich Sił Samoobrony. Postanowił, że zwycięży w biegu maratońskim na igrzyskach olimpijskich w 1968 w Meksyku. Trenował bardzo ciężko pomimo kontuzji. Musiał jednak przejść operację przepukliny, która uniemożliwiła mu start w igrzyskach.
9 stycznia 1968 na obozie treningowym w Asaka popełnił samobójstwo podcinając sobie tętnicę szyjną. W liście pożegnalnym napisał, że nie może już dłużej biegać.